# Feuerwerksmusik

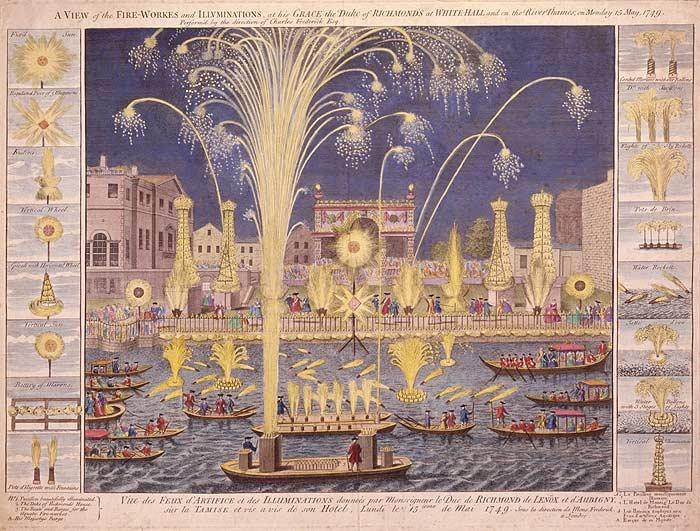
Feuerwerk auf der Themse am 15. Mai 1749, anlässlich des Aachener Friedens

Die Feuerwerksmusik (HWV 351) ist eine fünfsätzige Orchestersuite in D-Dur von Georg Friedrich Händel und zählt zu seinen populärsten Werken. Sie entstand im Auftrag von König Georg II. als Festmusik zum Feuerwerk anlässlich des Aachener Friedens und wurde am 27. April 1749 in London uraufgeführt. Die Spieldauer beträgt circa 20 Minuten.

## Entstehung
Die Feuerwerksmusik ist (wie schon die 1717 uraufgeführte Wassermusik) eine Freiluftmusik. Händel schrieb das Werk mit dem Originaltitel Musick for the Royal Fireworks im Auftrag von Georg II. als Festmusik für ein königliches Feuerwerk, das anlässlich des Friedens von Aachen und damit des Endes des Österreichischen Erbfolgekrieges im Jahr 1748 am 27. April 1749 im Londoner Green Park veranstaltet wurde. König Georg II. hatte zunächst jede Art von Musik zu diesem Anlass abgelehnt, ließ sich durch seinen Master-General of the Ordnance, den Herzog von Montagu, umstimmen, freilich unter der Bedingung, dass die Musik „aus nichts anderem als Militärinstrumenten bestehe“ und keine „fiddles“ (Violinen, gemeint: Streichinstrumente) eingesetzt würden. Händel selbst ging hingegen von einem großen Freiluft-Orchester mit einer typischen Bläser-Streicher-Besetzung aus und weigerte sich zunächst standhaft, ausschließlich für Blasinstrumente und Pauken zu komponieren, was das ganze Projekt gefährdete und zu einem regelrechten Konflikt führte. Erst spät beugte er sich dem königlichen Willen und fertigte eine Erstfassung des Werks für „martial instruments“ an. Streicherstimmen komponierte Händel aber dennoch mit, um seine Wunschfassung der Feuerwerksmusik vier Wochen später in einem Benefizkonzert im Foundling Hospital aufzuführen.

## Generalprobe und Aufführung
Als am 21. April 1749 die öffentliche Generalprobe der Feuerwerksmusik stattfand, strömten Tausende herbei. Allein die Zeitungsmeldung, es werde eine “Musick, composed by Mr. Handel for the Royal Fireworks” geben, versetzte die Londoner Bevölkerung in solche Begeisterung, dass die Generalprobe vor ca. 12.000 zahlenden Zuschauern im Vergnügungspark Vauxhall Gardens den ersten Verkehrsstau in der Geschichte der Stadt auslöste. Stundenlang mussten die Herrschaften in ihren Kutschen auf der London Bridge ausharren, weil sich nichts mehr bewegte; dabei kam es sogar zu etlichen Handgreiflichkeiten.

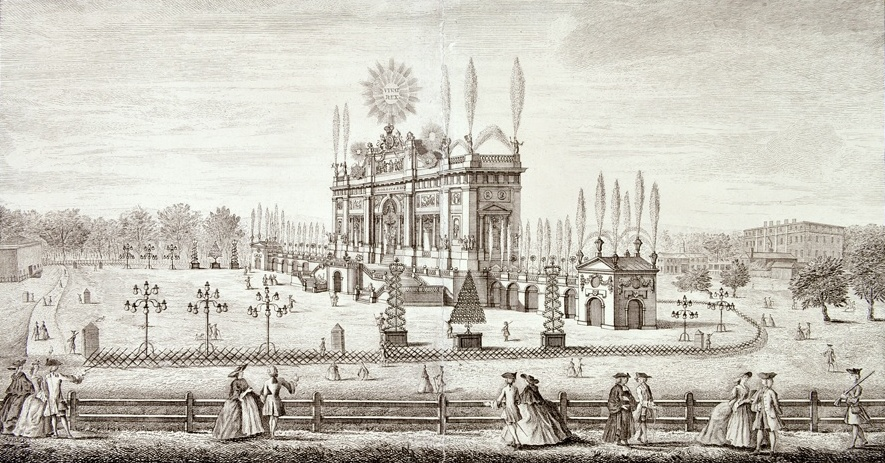
Aufbauten zur Feuerwerksmusik im Londoner Green Park

Auch die Friedensfeier vom 27. April 1749 im Londoner Green Park mit der eigentlichen Aufführung der Royal Fireworks und ihrer Musik war von Pannen begleitet: Es waren 101 Salutschuss als Startsignal für das von Gaetano Ruggieri und Giuseppe Sarti konzipierte Feuerwerk und die damit gleichzeitig(?) einsetzende Musik geplant. Die Salutschüsse kamen jedoch nicht wie vorgesehen und so begann die Ouvertüre bereits vor dem Feuerwerk. Ob die übrigen Sätze als Begleitmusik zum Feuerwerk gespielt wurden oder separat, ist nicht belegt bzw. umstritten. Auf jeden Fall war auch das Feuerwerk selbst ein kläglicher Misserfolg: Vor der Überfülle der Raketen mussten sich die Zuschauer unter die Bäume des Green Parks retten; ein Teil der prachtvollen Illuminations-Architektur von Giovanni Niccolò Servandoni (Jean-Nicolas Servan) ging dabei in Flammen auf, was den italienischen Architekten derart erzürnte, dass er mit dem Degen auf den englischen Pyrotechniker Charles Frederick und Thomas Desaguliers losging. Als es schließlich auch noch zu regnen anfing, hatte die Londoner Presse genügend Stoff für detaillierte Sensationsberichte, denen wir unser heutiges Bild der Entstehung der Feuerwerksmusik verdanken. Der einzige Grund, dass die Feier letztlich doch nicht zu einem Fiasko wurde, war Händels Musik.

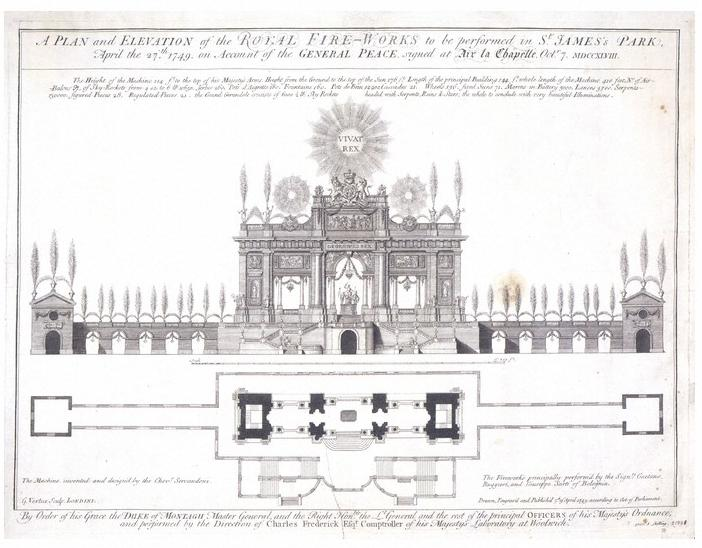
Feuerwerksmaschine (1749), konstruiert vom franko-italienischen Architekten G. N. Servandoni

### Daten und strittige Angaben
Ein Chronist behauptete, das Orchester habe 112 Musiker umfasst: 40 Trompeten, 20 Hörner, 16 Oboen, 16 Fagotte, 8 Paar Pauken sowie 12 Trommeln, wohingegen andere Quellen von 100 Musikern berichten. Tatsächlich waren wohl rund 58 Musiker beteiligt: 24 Oboen, 12 Fagotte, Kontrafagott, 9 Hörner, 9 Trompeten und 3 Paar Pauken sowie Trommeln. Die landläufige Vorstellung, Händels Suite sei während des Feuerwerks erklungen, ist überdies falsch. Sie wurde vor Beginn des Feuerwerks gespielt, Aufführungsort war unter dem Mittelbogen der prachtvollen Holzarchitektur des Chevalier Servandoni, der sich im Verlauf der Feier allerdings entzündete.
Am 27. Mai 1749, genau einen Monat später, führte Händel die Feuerwerksmusik noch einmal im Foundling Hospital auf, diesmal in der von ihm gewollten Fassung mit Streichern. Für diesen Anlass notierte er in der Partitur, wo die Violinen die Oboenstimmen, die Violoncelli und Violonen bzw. Kontrabässe die Fagottstimmen und die Bratschen entweder die tiefen Bläser- oder die Bassstimme verdoppeln sollten. Da ihn das Klangbild dabei nicht vollends überzeugte, nahm Händel daraufhin in einer letzten Fassung eine weitere Reduktion des Bläserapparats vor: Die Instrumente der originalen Bläserfassung spielen in allen Sätzen auch in der überarbeiteten Version, außer in der Bourrée und im ersten Menuett, die lediglich von den Oboen, Fagotten und Streichern ausgeführt werden – in dieser Fassung wird das Werk heute üblicherweise aufgeführt: Die Besetzung umfasst 24 Oboen (12/8/4), 12 Fagotte (8/4), Kontrafagott, 9 Hörner (3/3/3), 9 Trompeten (3/3/3), 1 Paar Pauken sowie den vollen Streicherapparat. Zur Unterstützung des Basso continuo wird gelegentlich noch ein Cembalo eingesetzt. Die Ergänzung des Schlagwerks durch Trommeln ist in Händels Partitur zwar nicht explizit vorgesehen, ad libitum jedoch möglich (vgl. Uraufführung).

## Musikalische Gestalt (Analyse)
Bei der Feuerwerksmusik handelt es sich um den Typus der französischen Orchestersuite mit einleitender Ouvertüre und zahlreichen Tanzsätzen. Der feierlichen Ouvertüre in D-Dur folgen vier weitere, tanzartige Sätze unterschiedlichen Charakters, welche allesamt der traditionellen Suitensatzform verpflichtet sind. Hierbei handelt es sich um zweiteilige Stücke, deren A-Teil in die Dominante (bei Moll-Sätzen alternativ auch in die Paralleltonart) moduliert und der meist längere B-Teil danach wieder in die Grundtonart zurückführt. Beide Teile werden obligat wiederholt und der Satz üblicherweise mittels Da capo (ohne Wiederholungen) abgeschlossen, so dass sich die Gesamtform A A / B B / A B ergibt.
Die nachfolgenden Analysen beziehen sich jeweils auf die letzte Fassung des Werks mit Streichinstrumenten:

### 1. Ouvertüre
[Adagio], D-Dur, 4/4-Takt – Allegro, D-Dur, 3/4-Takt – Lentement, h-Moll, 4/4-Takt – Allegro
Das als Französische Ouvertüre gestaltete Eröffnungsstück besteht aus zwei kontrastierenden Teilen, deren Themen ursprünglich aus zwei bereits früher komponierten Ouvertüren (in F-Dur und D-Dur) stammen. Mit einer Aufführungszeit von ca. 7–8 Minuten nimmt die Ouvertüre bereits mehr als zwei Drittel des Gesamtspieldauer der Suite in Anspruch, was ihr, abgesehen vom musikalischen Gehalt, auch formal ein besonderes Gewicht verleiht.
Der erste, von Händel ursprünglich mit Adagio überschriebene Teil in gemessen-schreitendem Tempo wirkt aufgrund seiner – für den französischen Stil typischen – punktierten Rhythmik und der Instrumentation mit Trompeten und Pauken in strahlendem D-Dur sehr festlich. Einem pompösen Tutti-Abschnitt zu Beginn des Satzes folgt ein in sich mehrfach gegliederter Mittelteil, u. a. mit Echo-Wirkungen (z. B. Takt 13–15 oder 27–31) sowie klanglich reduzierteren Passagen der Streicher und Holzbläser (z. B. T. 19–25), bevor eine verkürzte Reprise (T. 37–43) den ersten Formteil zum Abschluss bringt. Die nachfolgende, (abermals) mit Adagio überschriebene Überleitung (T. 44–46) ist sehr kurz gehalten, kadenziert auf einem Halbschluss (A-Dur) und führt so direkt zum zweiten Teil, einem lebhaften Allegro im 3/4-Takt in der Grundtonart.
Der zweite Teil der Ouvertüre, das Allegro, steht seinerseits in Da-capo-Form: Der A-Teil (T. 47–176) gliedert sich dabei wiederum in drei Abschnitte (a b a') und eröffnet mit „jubilierenden Fanfaren und energisch punktierten Rhythmen“. Dem ersten Abschnitt a (T. 47–117) in D-Dur folgt ein in die Paralleltonart h-Moll modulierender b-Teil (T. 117–138), bevor ein variierter Abschnitt a' (T. 138–176) wiederum in die Grundtonart zurückführt. Der nachfolgende, mit Lentement überschriebene B-Teil (T. 176–186) im langsamen 4/4-Takt, von Händel ausschließlich für Streicher und Holzbläser gesetzt, erinnert v. a. stilistisch an den Beginn des Satzes, beginnt jedoch zunächst in h-Moll, moduliert in der Folge auf die Dominante (Fis-Dur) und fungiert somit als Rückleitung zum Dal Segno (Reprise). Die verkürzte Reprise (T. 47–117) verbleibt insgesamt in D-Dur und rekapituliert – im Sinne gängiger Konventionen – nochmals den A-Teil, beschränkt sich dabei aber lediglich auf die Wiederholung des Abschnitts a.

### 2. Bourrée
d-Moll, 2/2-Takt, 26 (10+16) Takte
Die Bourrée in der Varianttonart d-Moll, ist – im Vergleich zur Ouvertüre – eher klein besetzt (ohne Blechbläser und Pauken) und wirkt daher geradezu schlicht und tänzerisch. Die zweiteilige Form des Satzes mit abschließendem Da capo wird nach gängiger Aufführungspraxis üblicherweise noch durch verschiedene Instrumentation der einzelnen Abschnitte bereichert, indem z. B. die Teile A und B zunächst (prima volta) nur von den Streichern, deren Wiederholung (seconda volta) von den Holzbläsern – bzw. umgekehrt – und das Da Capo (terza volta) dann vom Tutti gespielt werden.

### 3. La Paix
Largo alla Siciliana, D-Dur, 12/8-Takt, 16 (8+8) Takte
Beim dritten, mit La Paix überschriebenen Satz in der Grundtonart handelt es sich um eine langsame Siciliana im wiegenden 12/8-Takt, welche zugleich den „Ruhepunkt“ innerhalb der Suite bildet. Ein Da Capo ist diesmal nicht vorgesehen. Händel erweitert hier die Besetzung der vorangegangenen Bourrée (Holzbläser und Streicher) um die Hörner, was dem Stück einen würdevollen und beinahe pastoralen Charakter verleiht. Der Titel La Paix (Der Friede) erinnert dabei direkt an den entstehungsgeschichtlichen Hintergrund der Komposition.

### 4. La Réjouissance
Allegro, D-Dur, 4/4-Takt, 18 (8+10) Takte
Mit La Réjouissance knüpft Händel wieder an den festlichen Charakter der Ouvertüre an und komplettiert die Besetzung dementsprechend mit Trompeten und Pauken (und Trommeln). Der mit Allegro bezeichnete Satz im raschen 4/4-Takt erinnert nicht zuletzt aufgrund seiner schmetternden Trompetensignale an fröhliche Militärmusik und bildet somit einen deutlichen Kontrast zum dritten Satz. Die beiden Teile erklingen prima volta im Tutti ohne die Hörner, werden seconda volta dann von den Holzbläsern und Hörnern übernommen und terza volta schließlich mit dem ganzen Orchester (sowie gegebenenfalls auch mit Trommeln) gespielt. Bemerkenswert ist u. a. der imitatorische Beginn des Satzes, wo die drei Trompeten und Pauken in den Takten 1–3 jeweils versetzt mit demselben auftaktigen Motiv einsetzen und sich in der Folge sequenzartig innerhalb des D-Dur-Dreiklangs steigern.
Berichten zufolge soll La Réjouissance der Lieblingsteil von König Georg II. gewesen sein; und selbst heutzutage noch verdankt die Feuerwerksmusik ihre Bekanntheit nicht zuletzt diesem überaus beliebten und vielgespielten Stück.

### 5a. Menuet I
d-Moll, 3/4-Takt, 16 (8+8) Takte
Das Menuet I steht nochmals in der Varianttonart, wirkt dabei intimer und entspricht ebenfalls in Bezug auf den allgemeinen Formverlauf und die Instrumentierung weitgehend dem vorangegangenen Bourrée. Beide Teile werden zunächst von den Streichern ausgeführt, von den Holzbläsern wiederholt und beim Da capo dann von beiden Gruppen gemeinsam gespielt.

### 5b. Menuet II
D-Dur, 3/4-Takt, 16 (8+8) Takte
Das Menuet II in D-Dur entspricht formal zwar dem ersten Menuett, steht ansonsten aber im Kontrast dazu, da es bzgl. Charakter und Instrumentierung nochmals an La Réjouissance anknüpft und die Suite somit „im festlichen Ton“ zum Abschluss bringt.
Anmerkung zur Gesamtform des 5. Satzes
Abgesehen von der aufgrund der Nummerierung naheliegendsten Abfolge in Menuet I – Menuet II wird der fünfte Satz oft auch in der Konstellation Menuet II – Menuet I (im Sinne eines Trio-Teils) – Menuet II (als Da capo mit/ohne Wiederholungen) aufgeführt. Ferner finden sich auch relativ freie Vermischungen der einzelnen Abschnitte beider Menuette. Die Auflistung des Menuet II als sechster Satz der Feuerwerksmusik, wie dies bisweilen in Programmheften oder im Rahmen von Konzertansagen geschieht, ist historisch falsch.

## Aufnahmen / Trivia
Es existieren zahlreiche Tonträgeraufnahmen der Feuerwerksmusik. Mehrheitlich wurde sie zusammen mit der Wassermusik eingespielt, da beide Werke ursprünglich als Freiluftmusiken konzipiert waren (und heutzutage allgemein als Händels berühmteste „Orchesterwerke“ gelten). Die Schwierigkeit einer originalgetreuen Aufnahme liegt allerdings in der Größe des Orchesterapparats und der daraus resultierenden, oft eher unbefriedigenden Klangqualität. Aus diesem Grund gibt es verhältnismäßig wenig Einspielungen des Stücks in Originalbesetzung. Während ältere Aufnahmen dazu tendieren, die Originalpartitur Händels im Sinne eines Arrangements für Sinfonieorchester einzurichten, so z. B. Leopold Stokowski 1962 mit dem RCA Symphony Orchestra (RCA  LSC-2612), markiert Charles Mackerras’ 1959 mit dem Pro Arte Orchestra London (Pye Records 200 887-315) auf modernen Instrumenten entstandene Einspielung einen Wendepunkt, indem sie die originale Orchestrierung des Komponisten respektiert. In diese Kategorie gehört auch Neville Marriner 1972 mit der Academy of St. Martin-in-the-Fields (Argo ZRG 697). Neuere Aufnahmen orientieren sich dagegen eher an einer historisch informierten Aufführungspraxis mit authentischen Instrumenten, so u. a. Trevor Pinnock 1995 mit dem English Concert (Archiv Produktion 447 279-2).
Anlässlich des goldenen Thronjubiläums der britischen Königin Elizabeth II. wurde die Feuerwerksmusik am 1. Juni 2002 unter der Leitung von Andrew Davis in den Gärten des Buckingham Palace aufgeführt, komplett mit Feuerwerk.
Die deutsche Band Rammstein verwendet die Feuerwerksmusik als Intro von Konzerten der Stadiontouren 2019, 2022, 2023 und 2024.